# برنهارد کلودت
برنهارد کلودت (به آلمانی: Bernhard Klodt) بازیکن فوتبال و مهاجم اهل آلمان است که از سال ۱۹۵۰ میلادی عضو تیم ملی فوتبال آلمان بوده‌است. وی در ۱۹ بازی ملی حضور داشته است و آخرین بازی ملی خود را در سال ۱۹۵۹ میلادی انجام داد. برنهارد کلودت در بازی‌های ملی‌اش ۳ گل به ثمر رساند.